# Freziera
Freziera är ett släkte av tvåhjärtbladiga växter. Freziera ingår i familjen Pentaphylacaceae.

## Dottertaxa tillFreziera, i alfabetisk ordning[1]
- Freziera angulosa
- Freziera arbutifolia
- Freziera bonplandiana
- Freziera caloneura
- Freziera calophylla
- Freziera candicans
- Freziera canescens
- Freziera carinata
- Freziera chrysophylla
- Freziera colombiana
- Freziera conocarpa
- Freziera cordata
- Freziera dudleyi
- Freziera echinata
- Freziera euryoides
- Freziera ferruginea
- Freziera forerorum
- Freziera friedrichsthaliana
- Freziera grisebachii
- Freziera guatemalensis
- Freziera ilicioides
- Freziera inaequilatera
- Freziera jaramilloi
- Freziera karsteniana
- Freziera lanata
- Freziera lehmannii
- Freziera longipes
- Freziera mexicana
- Freziera microphylla
- Freziera minima
- Freziera monsonensis
- Freziera nervosa
- Freziera parva
- Freziera reticulata
- Freziera retinervia
- Freziera roraimensis
- Freziera sessiliflora
- Freziera smithiana
- Freziera spathulifolia
- Freziera stuebelii
- Freziera suberosa
- Freziera subintegrifolia
- Freziera tomentosa
- Freziera undulata
- Freziera verrucosa